# Filip von Königsmarck

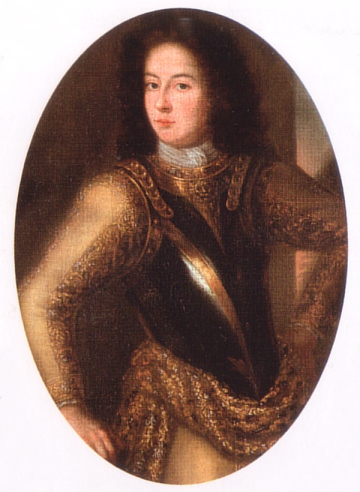
Filip von Königsmarck

Filip Krzysztof von Königsmarck, Philipp Christoph von Königsmarck (ur. 4 marca 1665 w Stade, zm. 2 lipca 1694 w Hanowerze) – szwedzki hrabia i żołnierz, kochanek Zofii Doroty brunszwickiej, żony Jerzego I, króla Wielkiej Brytanii. Zamordowany 2 lipca 1694 po schadzce z królową.

## Życie
Przodkowie Filipa von Königsmarck byli pochodzenia niemieckiego, jednak władzę i bogactwo zdobyli w służbie królów szwedzkich. W 1680 został wysłany do Londynu wraz ze swym bratem Karolem Janem w celu pobierania nauk. Dopełnieniem ich wykształcenia miały być studia w Oksfordzie, jednak nigdy do nich nie doszło, gdyż bogate życie towarzyskie w Londynie doprowadziło obu braci do upadku. Filip oddał się hazardowi, Karol Jan zaś został oskarżony o współudział w morderstwie pewnego mężczyzny, z którego żoną miał romans. Udało mu się jednak uciec z Anglii, lecz wyniknął z tego skandal, który zaważył na reputacji Filipa. Od tego czasu jego sytuacja towarzyska stała się nieznośna. W 1682 powrócił do Niemiec, a następnego lata zaciągnął się do armii Leopolda I, usiłującej odbić Węgry z rąk tureckich. W 1688 jego regiment został rozwiązany, w związku z czym Filip znalazł inne zajęcie. Postanowił kontynuować karierę wojskową w Hanowerze. Znalazł się tam w okresie karnawału. Na jednym z balów spotkał Zofię Dorotę.

## Romans z Zofią Dorotą

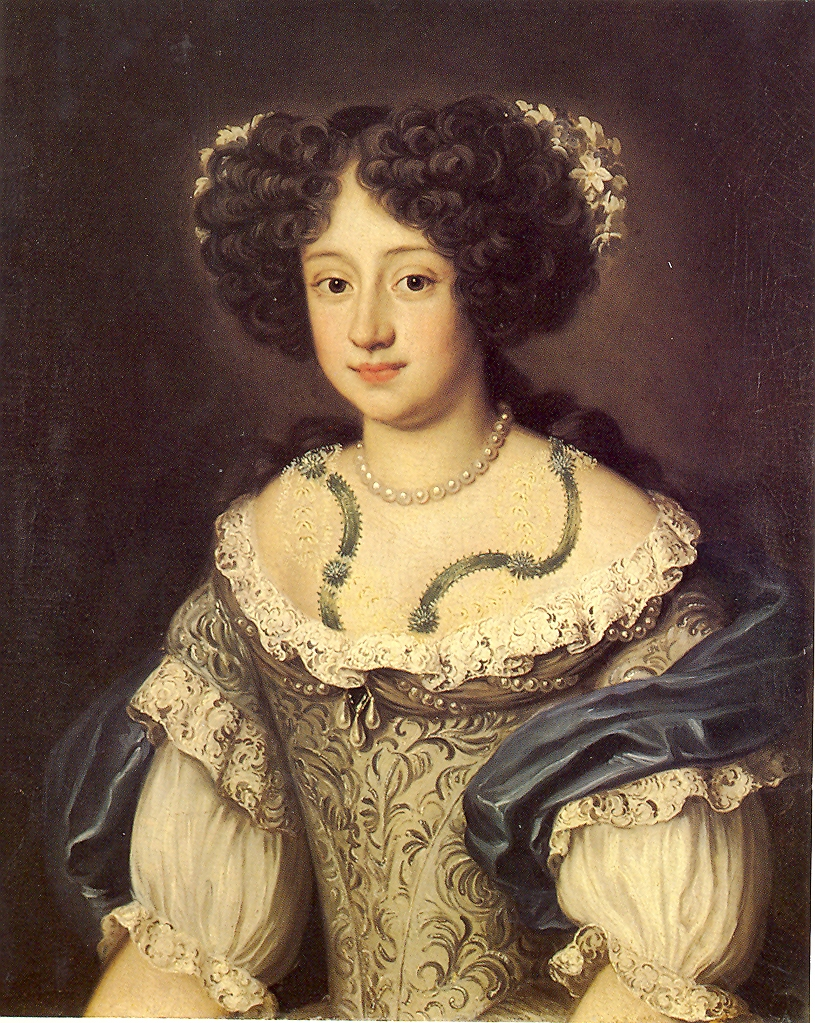
Królowa Zofia Dorota

Filip i Zofia znali się już od dzieciństwa. Jednak dopiero tym razem księżniczka ujrzała w nim przystojnego oficera. Z początku znalazła w nim powiernika i przyjaciela, któremu mogła zwierzyć się ze swych zmartwień. Jednak wkrótce po przybyciu na dwór w Hanowerze, Filip zaczął romansować z księżną Platten. Z czasem zdał sobie sprawę, jak trudno będzie zakończyć ten związek bez narażenia siebie i Zofii na gniew księżnej. Postanowił zgłosić się do czynnej służby wojskowej i wyjechać z kraju, sądząc, że księżna o nim zapomni, a ponowne spotkania z Zofią Dorotą nie będą dla nikogo ryzykowne. Prawdopodobnie wiosną 1690 wyznał księżniczce miłość. Od tego czasu przez cztery lata kochankowie wymienili ponad 300 listów. Jednak księżna Platten nie zapomniała o nim. Zdała sobie sprawę, że przyczyną odejścia Filipa jest Zofia Dorota, postanowiła więc się zemścić. Bezustannie śledziła kochanków. Po zaginięciu kilku listów i złamanych pieczęciach Filip i Zofia doszli do wniosku, że są obserwowani. W 1693 nie mieli już wątpliwości. Aby uspokoić księżnę, Filip zaczął widywać się z nią znów, jednak z listów jego wynika, jak bardzo siebie za to nienawidził.
Młodzi kochankowie coraz częściej snuli plany ucieczki z Hanoweru. Jednak brak pieniędzy uniemożliwiał im to. W maju 1694 Filip raz jeszcze opuścił Hanower. Stamtąd udał się do Drezna, gdzie został mianowany generałem armii elektora saskiego. Kontrakt, który podpisał, był dla niego korzystny finansowo. Wrócił więc do Hanoweru po miesiącu z nadzieją na lepsze jutro. Cały dwór w tym czasie zdążył się przenieść do pałacu letniego poza Hanowerem. Związana z tym nieobecność męża i teściowej Zofii Doroty była czynnikiem ułatwiającym ucieczkę. W zamku w dniu, kiedy Filip miał po raz ostatni udać się do Zofii Doroty, był jedynie wiekowy ojciec Jerzego Ludwika, Ernest August.

## Śmierć
Księżna Platten prawdopodobnie została poinformowana o planowanej na 2 lipca 1694 ucieczce Filipa z Zofią Dorotą. Powiadomiła o tym Ernesta Augusta, który wręczył jej nakaz aresztowania hrabiego Königsmarcka. W momencie opuszczenia komnat Zofii Doroty lub powracając do niej następnego dnia, Filip został napadnięty przez czterech kawalerzystów z mieczami. W trakcie tejże potyczki jeden z nich zadał Filipowi śmiertelny cios. Ciało miało zostać wrzucone do rzeki Leine lub pogrzebane w lochach zamku. Gdy kochanek Zofii Doroty nie pojawiał się, ta udała się do tajnego radcy dworu, błagając go o zbadanie sprawy zniknięcia Filipa. W tym czasie miała wypowiedzieć słowa: Drżę z bólu i strachu, że książę Königsmarck mógł wpaść z ręce tej kobiety. Ową kobietą była najzupełniej prawdopodobnie księżna Platten.
Pół roku po zamordowaniu Filipa Jerzy Ludwik rozwiódł się z Zofią Dorotą. Następczyni tronu znalazła się na zesłaniu w pobliskim zamku Ahlden. Mogła ją odwiedzać tylko matka. Zmarła tamże w 1726. W 1714 Jerzy Ludwik został koronowany na króla Anglii jako Jerzy I. Jego potomkowie w linii prostej panują do dziś.